# Kniażyn
Kniażyn (ukr. Княжин) – wieś na Ukrainie, w obwodzie żytomierskim, w rejonie żytomierskim, w hromadzie Cudnów. W 2001 liczyła 342 mieszkańców, spośród których 336 wskazało jako ojczysty język ukraiński, a 6 rosyjski.